# 鳳梨特快車

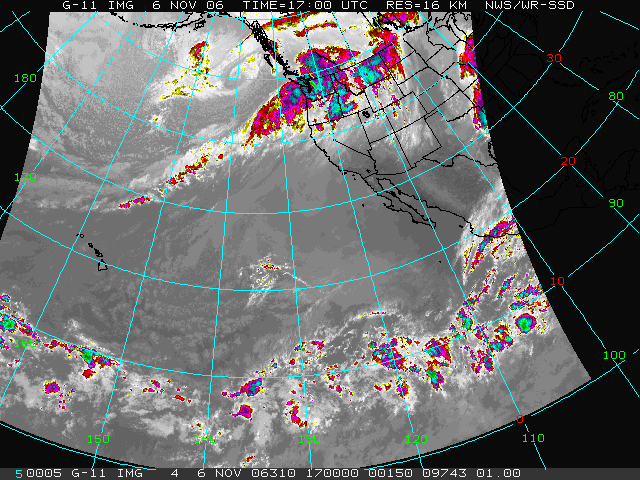
一張2006年11月的衛星圖。圖中明顯看出自夏威夷北方海域一路延伸至華盛頓州的雲帶，是鳳梨特快車的標準表徵之一。

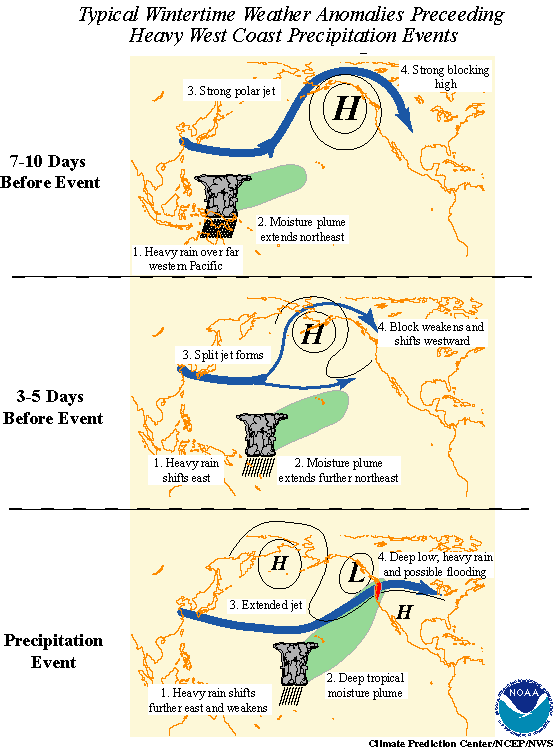
馬登-朱利安振盪如何引發鳳梨特快車的示意圖

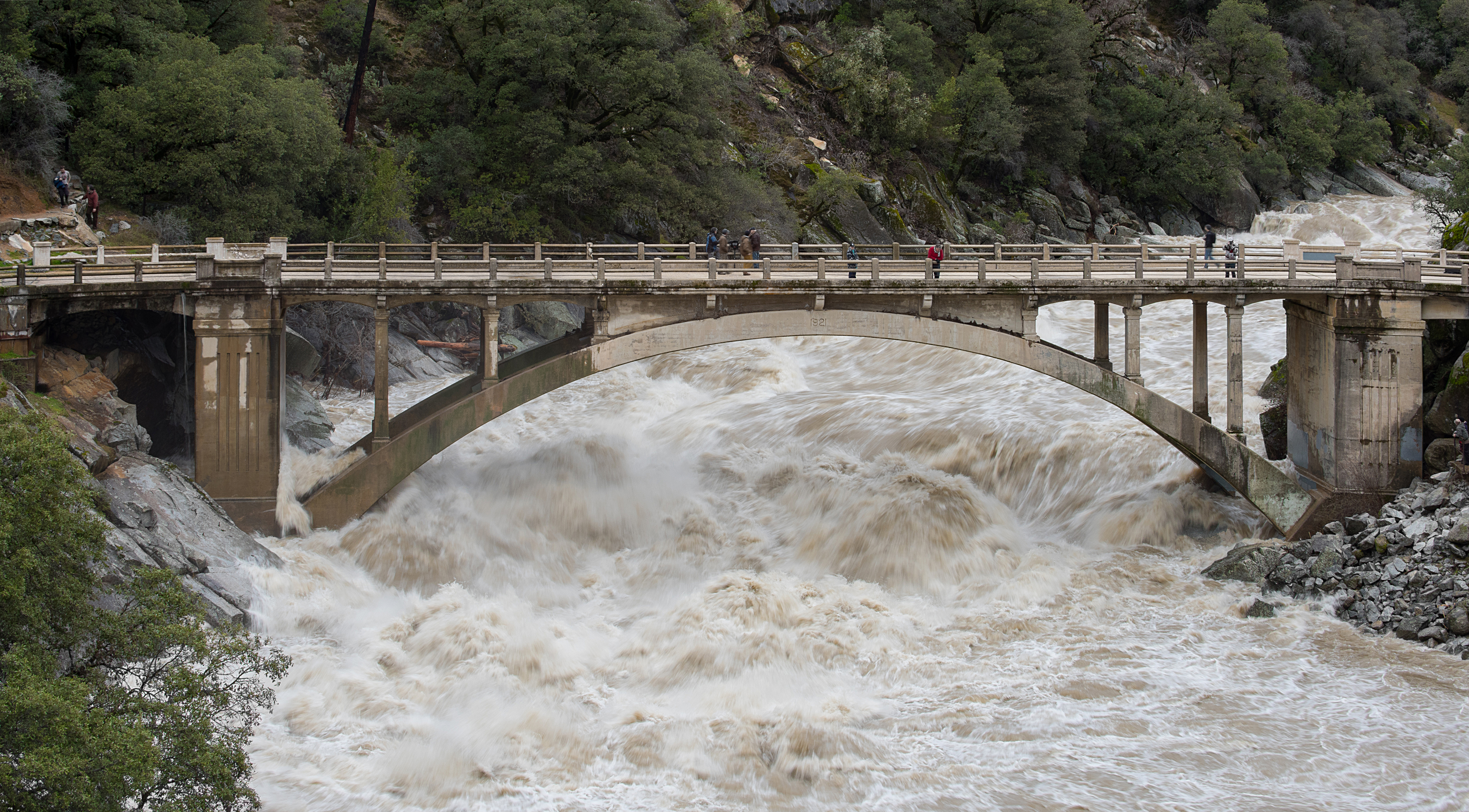
2017年1月9日的大雨之後，位在加州南尤巴河上的加州49號公路越河橋樑遭到鳳梨特快車帶來的大水襲擊。

鳳梨特快車（英語：Pineapple Express）是一個氣象上的非學術名詞，泛指一道源自於太平洋上夏威夷群島東北水域、一路延伸至北美洲西岸、高濕度的溫暖空氣流。這道氣流是大氣長河的知名範例之一，經常帶給北美洲太平洋沿岸地區驚人的降雨甚至造成洪水、山崩之類與強降雨相關的天災。由於氣流起源於夏威夷，是知名的鳳梨產地，因此常被戲稱為「鳳梨特快車」。

## 外部連結
- . Mount Washington Observatory. 2001-01-17. （原始内容存档于2004-12-28）.
- . NASA Earth Observatory (animation) (National Aeronautics and Space Administration). （原始内容存档于2005-09-15）.
- . University of Oregon (satellite photo). （原始内容存档于2022-09-24）.